# Rio Blanco County
Rio Blanco County är ett administrativt område i Colorado. År 2010 hade countyt 6 666 invånare. Den administrativa huvudorten (county seat) är Meeker.

## Geografi
Enligt United States Census Bureau har countyt en total area på 8 347 km². 8 342 km² av den arean är land och 5 km² är vatten.

### Angränsande countyn
- Moffat County, Colorado - nord
- Routt County, Colorado - nordöst, öst
- Garfield County, Colorado - syd
- Uintah County, Utah - väst

### Orter
- Meeker (huvudort)
- Rangely